# AirMech
AirMech – gra komputerowa z gatunku multiplayer online battle arena wyprodukowana i wydana przez studio Carbon Games na platformę Microsoft Windows oraz przeglądarkę Google Chrome. Gra została wydana 9 listopada 2012 i jest aktualnie w fazie open beta.

## Rozgrywka
Rozgrywka polega na rozbudowie bazy wojskowej i produkcji robotów. Celem gry jest przejęcie wszystkich baz przeciwników. Gracz porusza się po planszy „AirMechem”, nowoczesnym robotem wojskowym, który potrafi przeobrażać się w samolot.
AirMech oferuje dwa podstawowe tryby: grę jednoosobową i wieloosobową. W zależności od wybranego trybu, dostępnych jest kilka rodzajów gry: „solo”, „co-op”, zoba-mech, player versus player, zdobądź flagę (CTF) i survival. Zarówno po wygranej jak i przegranej, gracz otrzymuje monety (tzw. „kudos”), za które może kupować w sklepie np. nowe wersje robotów.

### Solo
W tym trybie gracz może zmierzyć się w potyczce ze sztuczną inteligencją (tzw. botem).

### Co-op
W trybie co-op gracz dodatkowo może współpracować w trybie kooperacji z innymi graczami.

### Zoba-mech
W trybie Zoba-mech gracze walczą ze sobą bądź botem. Niszcząc wrogiego mecha zabieramy część życia w fortecy.

### Player versus player
W trybie PvP gracze walczą pomiędzy sobą.

### Capture the flag
W trybie CTF gracz musi odebrać flagę z bazy przeciwnej drużyny i zanieść ją do swojej bazy, wygrywa drużyna, która zdobędzie określoną liczbę punktów.

### Survival
Tryb dla 1-4 graczy. Uczestnicy rozgrywki muszą przetrwać kolejne fale ataków botów. Wygrywa drużyna, która wytrwa najdłużej.

## AirMech Prime
Jest to płatny dodatek do gry umożliwiający czasowy dostęp do usługi „premium” (dzienne darmowe diamenty, odblokowanie dodatkowych modeli robotów, więcej klas i inne dodatki).

## Produkcja i wydanie gry
AirMech został zapowiedziany 26 sierpnia 2011 roku podczas PAX Prime 2011.
W dniu 15 lutego 2012 roku wydano AirMech dla przeglądarki internetowej Google Chrome.
15 sierpnia 2012 roku na platformie Steam wydano wersję beta gry AirMech.

## Odbiór gry
Gra otrzymała w większości pozytywne recenzje. Krytycy zauważyli, że tytuł jest mocno inspirowany grą z 1989 roku, Herzog Zwei. Recenzent serwisu GameSpy chwalił AirMech, jako ciekawe połączenie symulacji taktycznej i gry akcji, wykorzystując przy tym najlepsze cechy swojego poprzednika.